# Wahlern
Wahlern is een voormalige gemeente in het Zwitserse kanton Bern, en maakt deel uit van het district Bern-Mittelland.
Wahlern telt 6.298 inwoners.

## Plaatsen in de gemeente
- Schwarzenburg (plaats)
- Lanzenhäusern
- Mamishaus
- Milken